# Danny (Automarke)
Danny war eine brasilianische Automarke.

## Markengeschichte
Ein Unternehmen aus Rio de Janeiro begann 1986 mit der Produktion von Automobilen und Kit Cars. Der Markenname lautete Danny. 1989 endete die Produktion.

## Fahrzeuge
Ein Modell war ein VW-Buggy. Das Fahrzeug wird als konventionell bezeichnet, hatte also ein Fahrgestell von Volkswagen do Brasil, einen luftgekühlten Vierzylinder-Boxermotor im Heck und eine offene Karosserie aus Fiberglas.
Außerdem gab es einen Baja Bug. Die Scheinwerfer waren in die Fahrzeugfront integriert.